# 553 (numero)
Cinquecentocinquantatré (553) è il numero naturale dopo il 552 e prima del 554.

## Proprietà matematiche
- È un numero dispari.
- È un numero composto con 4 divisori: 1, 7, 79, 553. Poiché la somma dei suoi divisori (escluso il numero stesso) è 87 < 553, è un numero difettivo.
- È un numero semiprimo.
- È un numero omirpimes.
- È un numero fortunato.
- È un numero intero privo di quadrati.
- È un numero malvagio.
- È parte delle terne pitagoriche (553, 1896, 1975), (553, 3096, 3145), (553, 21840, 21847), (553, 152904, 152905).

## Astronomia
- 553 Kundry è un asteroide della fascia principale del sistema solare.
- NGC 553 è una galassia lenticolare della costellazione dei Pesci.

## Astronautica
- Cosmos 553 è un satellite artificiale russo.